# André Gerard Christiaens
N.A. Drojine, pseudoniem van André Gerard Christiaens, (Beveren-Leie, 24 maart 1905 – Sint-Pieters-Leeuw, 4 juni 1989) was een Belgische dichter, journalist en leraar.

## Levensloop
De West-Vlaming Christiaens verhuisde naar Brussel en werd er leraar in het middelbaar onderwijs. Hij was een zoon van Jean-Baptiste Christiaens (1865-ca 1920) en van Marie-Reinilde Naessens (ca 1869-ca 1966). Hij trouwde in 1937 in Oudergem met Jeanne Deroover (1909-1998) en ze kregen drie kinderen.
Na de Tweede Wereldoorlog werd hij eindredacteur van de pagina's 'Kunst en Geestesleven' in De Nieuwe Standaard, nadien in De Nieuwe Gids.
Hij stond in voor de taalzorg in de Winkler Prins voor Vlaanderen (1972-1974)
Naast enkele verhalen, publiceerde hij vooral gedichten.
Het pseudoniem dat hij gebruikte, kan duiden op een anagram van androgyne. Dit kan slaan op eigen tweeslachtigheid of op dat van een blad als Forum, waarin hij ook onder deze naam publiceerde. Ook in 1935 gebruikte hij deze naam in Groot Nederland. Naast Forum en Groot Nederland publiceerde André Gerard Christiaens in 1933 onder eigen naam in Dietsche Warande en Belfort en in 1935 ook onder eigen naam in Voetlicht.

## Publicaties
- Te Brussel, bij dag en nacht, verhalen, 1933.
- De algemeene regel, poëzie, 1934.
- Irrequietum, poëzie, 1937.
- Uit de toren, poëzie, 1937.
- Onvindbaar land, poëzie, 1968.
- Angsten in het Westen, verhalen, 1968.
- Afscheid van de Zondagsschool, poëzie, 1976.
- Verzamelde gedichten, poëzie, 1981.
- In vreemde voetsporen, vertaling van anderstalige gedichten, 1981.
- Op versvoeten door Brussel, van 1359 tot heden, bloemlezing, 1983.
- Voor de vrede uitbreekt. Vlaamse verhalen over de Tweede Wereldoorlog, 1987.
- De Grote Oorlog. Novellen over 14-18 (samenstelling en redactie)
- De laatste oorlog. Novellen over 40-45 (samenstelling en redactie)

## Eerbetoon
- Prijs van de Scriptores Christiani voor zijn 'Verzamelde gedichten'.